# Flabellopora pusilla
Flabellopora pusilla är en mossdjursart som beskrevs av Canu och Bassler 1929. Flabellopora pusilla ingår i släktet Flabellopora och familjen Biporidae. Inga underarter finns listade i Catalogue of Life.